# Асуханов, Рахман Мовлдиевич
Рахман Мовлдиевич Асуханов (род. 1 мая 1973, Шали, Чечено-Ингушская АССР) — советский, российский и казахстанский футболист, полузащитник, нападающий. Казахстанский тренер.

## Биография
Воспитанник футбольной школы «Вайнах» Шали, тренеры Р. Ш. Абуев, Б. Д. Каюшников. Начинал играл в 1991 году во второй низшей лиге первенства СССР за «Вайнах». Выступал в первой и второй лигах СССР и России за команды «Терек» Грозный (1991—1992), «Эрзу» Грозный (1992—1994), ЦСК ВВС «Кристалл» Смоленск (1995). В 1997 году по приглашению Ваита Талгаева переехал в Казахстан, где играл за команды «Тараз» (1997), «Иртыш» Павлодар (1998), «Кайсар-Харрикейн» Кзыл-Орда (1999—2000), «Атырау» (2001—2002), «Актобе-Ленто» Актюбинск (2003), «Жетысу» Талды-Курган (2004—2005), «Шахтёр» Караганда (2005—2006), «Есиль-Богатырь» Петропавловск (2006), «Акжайык» Уральск (2007), «Каспий» Актау (2008), «Кайрат» Алма-Ата (2009—2010).
После окончания карьеры футболиста стал жить в Павлодаре, работать тренером в «Иртыше».
Сын Юсуп — хоккеист.